# Gurzófalva
Gurzófalva (románul Fetindia) település Romániában, Szilágy megyében.

## Fekvése
Zilahtól délkeletre, Oláhkecel, Egrespatak és Zilah közt fekvő település.

## Története
Nevét az oklevelek 1549-ben említették először Gurzofalva néven, ekkor a váradi püspök birtokának írták.
Az 1570. évi adóösszeíráskor császári birtok volt, ekkor 5 "kapuszárnnyi" adóval adóztatták meg a császár jobbágyait.
1589-ben Báthory Zsigmondé volt, aki Sarmasághy (Sarmasághi) Miklósnak adományozta, később Sarmasághy Miklós özvegyéé, Révai Annáé lett.
1593-ban Kende Gáborné Révai Kata birtoka volt, aki 1595 évi végrendeletében leányaira, Annára és Margitra hagyta.
Az 1600-as évek első felében Jenyczei Szunyogh Gáspárné Losonczi Bánffy Zsuzsa volt Gurzófalva birtokosa, aki pénzszűke miatt 1641-ben eladta Kemény Jánosnak (aki erdélyi fejedelemként lett nevezetes) és örököseinek.
1797-ben végzett összeíráskor Kemény Simont írták a település birtokosának.
1847-ben 378 görögkatolikus lakost számoltak itt össze.
1890-ben 256 lakosa volt, melyből 5 magyar, 251 román, ebből 249 görögkatolikus, 7 izraelita. A házak száma ekkor 51 volt.
Gurzófalva a trianoni békeszerződés előtt Szilágy vármegye Zilahi járásához tartozott.

## Nevezetességek
- Görögkatolikus fatemploma.